# Phania thoracica
Phania thoracica là một loài ruồi trong họ Tachinidae.